# Christian Stadil
Christian Nicholas Rosenkrantz Stadil (født 9. november 1971 i Gentofte) er en dansk milliardær, ejer af og CEO i konglomeratet Thornico A/S, der omfatter over 130 operationelle virksomheder indenfor fødevarer, teknologi, fast ejendom, emballering og sport og mode, herunder den kendte sportsvirksomhed Hummel.
Christian Stadil er, udover at være virksomhedsejer og -stifter, forfatter, foredragsholder, adjungeret professor ved Center for Virksomhedsudvikling og Ledelse ved Copenhagen Business School og tidligere investor i bl.a. Løvens Hule, den danske udgave af Shark Tank og Dragons' Den samt Æreskonsul for Bhutan. Christian Stadil sidder derudover i en lang række eksterne bestyrelser og tænketanke.

## Løvens Hule
Christian Stadil var med som Løve i Løvens Hule fra den allerførste sæson og valgte at stoppe efter sin fjerde sæson.
Christian Stadil har i løbet af alle sæsoner investeret i alt 7.700.000 kroner på tv i ’Løvens Hule’.

## Opvækst og karriere
Hans forældre er finansmanden advokat Thor Stadil og Kirsten Malling Stadil. Christian Stadil blev student fra Herlufsholm Kostskole i 1989, hvorefter han søgte ind i Den Kongelige Livgarde. Her var han sergent fra 1990 til 1992.
Efter tiden i Livgarden tog han til Århus for at læse jura. Christian Stadil stoppede sit studium efter to år, og blev derefter forretningsmand på fuld tid i arbejdet med at diversificere modervirksomheden Thornico.
Christian og hans far, Thor Stadil, opkøbte i 1999 det danske Hummel, som på det tidspunkt var i tilbagegang. I løbet af nogle få år fik Christian og Thor Stadil dog vendt udviklingen, da de relancerede brandet og opdelte firmaet i to afdelinger; Fashion og Sport, samt ved (uden opfordring) at sende tøj til kendte mennesker, og på den måde få billig reklame.

## Kritik
Christian Stadil har også været udsat for markant kritik fra flere sider. Det gælder bl.a. beslutningen om at trække sin støtte til Tibet, transport af missiler samt sagen omkring fyringen af Hummel-direktør Søren Schriver .

## Privat
Privat er Christian gift med Alice Rosenkrantz Stadil, far til fire, en garvet bjergbestiger, kampsportsudøver, litteraturnørd, kunstsamler, champagne entusiast og indehaver af sin helt egen champagne: Stadil et Stadil, LE NON MOI.
Christian er også medlem af Eventyrernes Klub; en klub og et fællesskab, som hylder både de indre og ydre eventyr f.eks. i rummet, bjergene, junglen eller på polerne og som slår et slag for vigtigheden i at leve et eventyrligt liv. 